# 光堂川

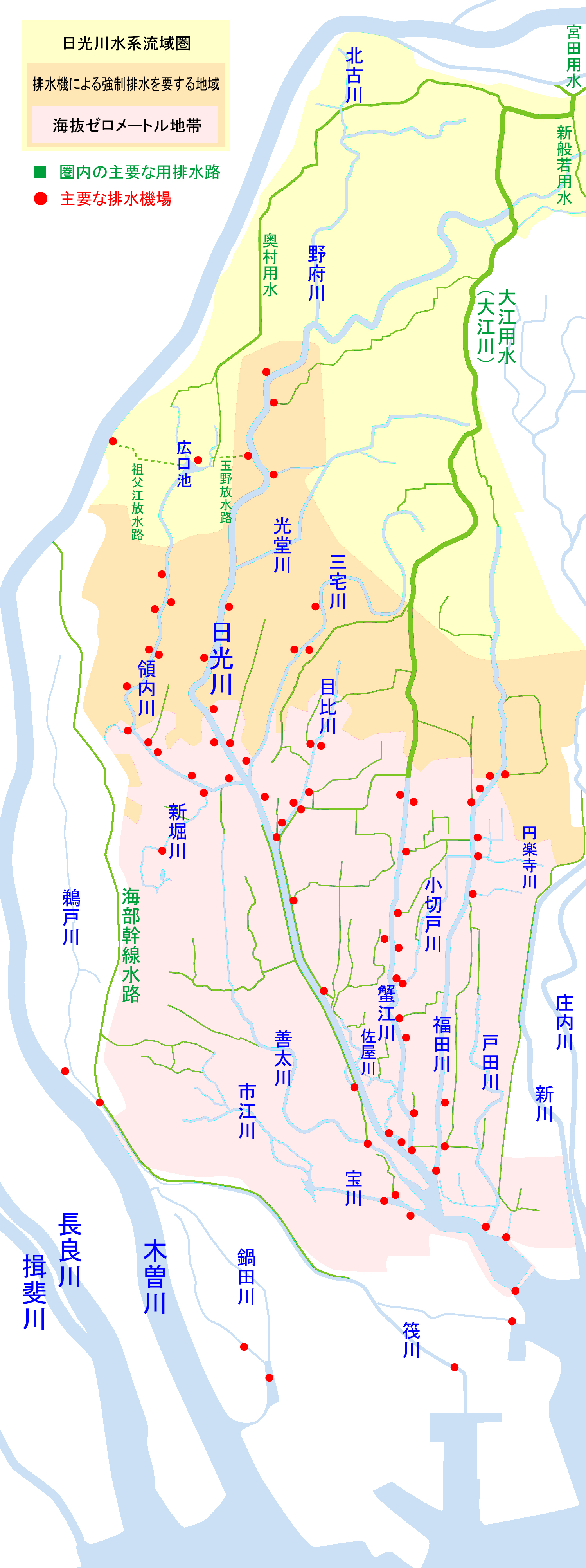
日光川水系の概略図

光堂川（こうどうがわ）は、日光川水系の二級河川。愛知県一宮市・稲沢市を流れる。日光川本川に合流する1次支川。

## 地理
愛知県一宮市萩原町東宮重付近を上流端とし、一宮市萩原町中島付近で大縄川と合流して南西に流れ、稲沢市片原一色町付近で日光川に合流する。河川法における河川延長は約4.9キロメートル。途中の一宮市萩原町高木で一部を新堀川へと分水し、短絡して日光川に合流させている。かつて存在した光堂村（ひかりどうむら）内を通っているが、読み方が異なる。